# Oskar Basch

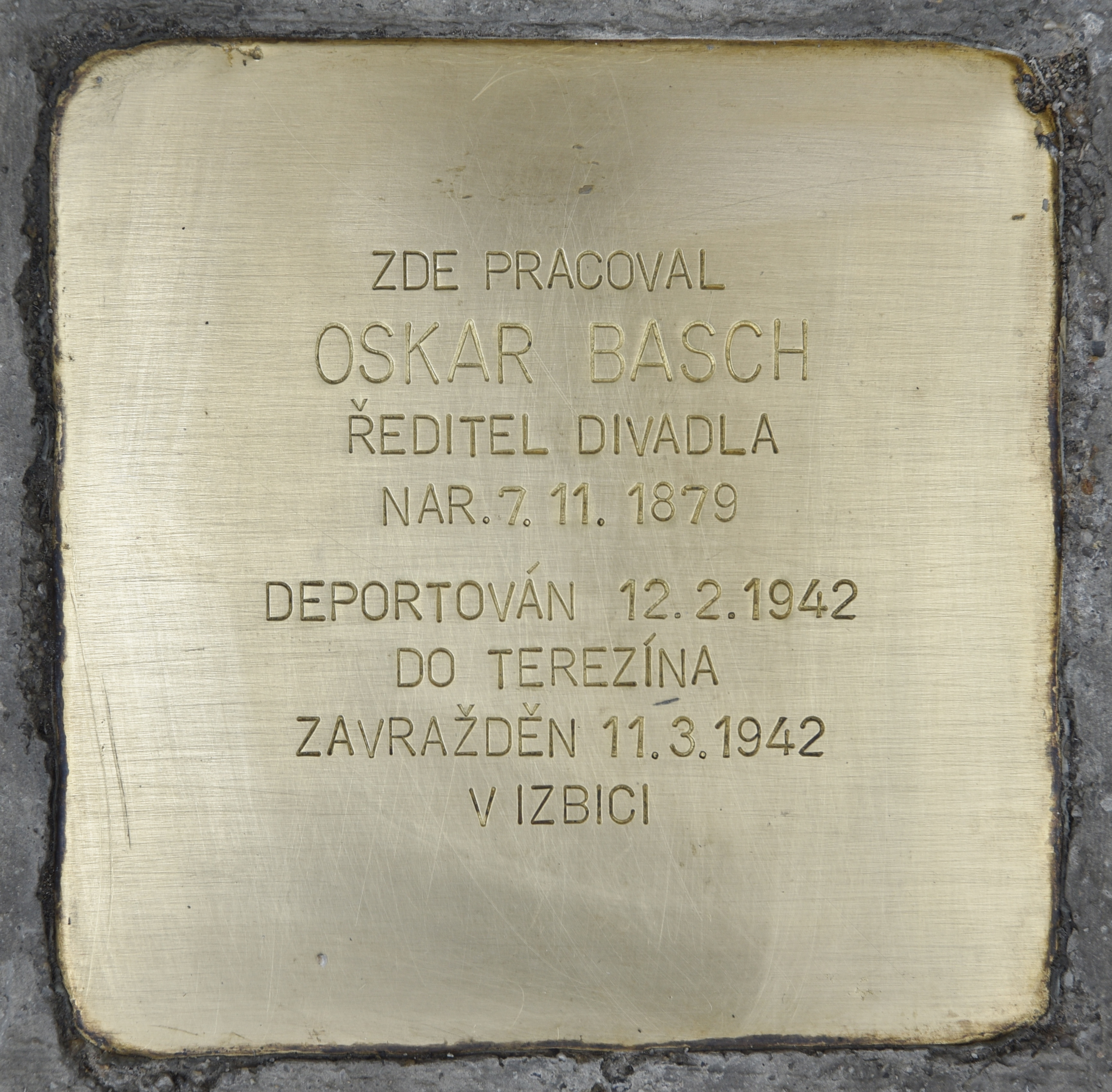
Gedenkstein für Oskar Basch

Oskar Basch (7. November 1879 in Linz – 1942 im Ghetto Izbica) war ein österreichischer Dirigent und Theaterdirektor.

## Leben
Oskar Basch war ausgebildeter Operndirigent. Von Karlsbad kommend, trat er im Oktober 1934 als Nachfolger von Friedrich Sommer sein Engagement als Theaterdirektor am Stadttheater Reichenberg (Divadlo F. X. Šaldy) in Liberec (Reichenberg) an. Er leitete das Theater für die beiden folgenden Spielzeiten 1934/35 und 1935/36. Im April 1936 verließ er das Stadttheater Reichenberg. Baschs Nachfolger wurde im Juli 1936 der Schauspieler und Regisseur Paul Barnay.
Basch pflegte, wie seit jeher in Reichenberg, das deutsche Repertoire, aber auch das tschechische Repertoire (Smetana, Janáček) und die Operette. Als Erstaufführungen wurden unter seiner Leitung die Opern Elektra und Dalibor am Stadttheater Reichenberg aufgeführt. Außerdem brachte er mehrere Theaterstücke heraus. Basch verpflichtete für die Opernaufführungen am Reichenberger Stadttheater teilweise renommierte Gastsänger, u. a. Rose Pauly (Wien, Prag) für Elektra und Alfred Piccaver (Wiener Staatsoper) für Tosca-Aufführungen.
Baschs Direktion war beeinflusst durch die schwierigen gesamtpolitischen Umstände und das Heraufkommen des Faschismus. Den politischen Gefolgsleuten des sudetendeutschen nationalsozialistischen Politikers Konrad Henlein missfielen die jüdische Herkunft Baschs, sein „nicht-arisches“ Ensemble und seine Spielplangestaltung. 1936 gab Basch sein Amt auf und verließ Reichenberg Anfang April 1936.
Anschließend lebte er in Prag. Im Februar 1942 wurde Basch mit dem Transport X, Nr. 405 von Prag nach Theresienstadt deportiert. Von dort aus erfolgte etwa vier Wochen später im März 1942 mit dem Transport Aa, Nr. 339 die Deportation in das Ghetto/Vernichtungslager Izbica, wo er den Tod fand.
Im August 2016 wurde für Basch auf dem Bürgersteig vor dem Stadttheater Reichenberg ein Gedenkstein verlegt.